# 雨世界
《雨世界》是一款由Videocult开发，Adult Swim Games发行于2017年的生存平台游戏。2017年3月发布了PlayStation 4和Windows版本，2018年底发布了Nintendo Switch版本。在游戏中，玩家将会扮演一个被称为「蛞蝓猫 Slugcat」的长条状、像猫一样的动物，在一个荒凉且充滿危險的世界中，努力独自運用各種技巧生存。遊戲主要玩法为在雨季來临前收集食物、尋找避難所，熬到雨季過去，並在雨季結束後再次外出。
游戏中有一个模拟生态系统，蛞蝓猫使用废弃物作为武器来逃离敌人、储存食物，并在致命的暴雨到来之前到达安全的冬眠室。游戏的开发者想让玩家感觉像在地铁轨道上生活的流浪猫一样，使他们在不理解高级功能的情况下学会在环境中生存。
玩法看起來簡單，但途中遇到的各種生物，彼此間可能是獵食者、被獵食者、天敵等關係，遊戲中沒有對出現的生物做任何說明，也就是說一切都得依靠玩家的經驗，在一次次死亡中「演化」，並在下一次循環中靠著之前的經驗來活下去。
《雨世界》收到了褒贬不一的评价。其艺术设计和流畅的动画受到赞扬，极高的难度、不连贯的存档点和不精准的操作体验受到批评。一些批评已在后续的版本更新中得到解决。
2023年1月，该游戏针对PC平台推出了一款名为《雨世界：倾盆大雨》（[Rain World: Downpour] 错误：{{Lang}}：文本有斜体标记（帮助））的下载包。 预计也会在Switch、PS4和Xbox等平台上发行。